# Stowarzyszenie im. Prof. Zbigniewa Hołdy
Stowarzyszenie im. Prof. Zbigniewa Hołdy (od 30.01.2025 r. Stowarzyszenie Ochrony Praworządności) – organizacja pozarządowa działająca w od 2010 r. na rzecz poszanowania praworządności, praw człowieka, rozwoju edukacji prawniczej, współdziałania różnych zawodów prawniczych oraz promocji pomocy prawnej pro publico bono w Polsce.

## Działalność
Stowarzyszenie powstało w maju 2010, w pierwszą rocznicę śmierci pochodzącego z Lublina adwokata, prof. Zbigniewa Hołdy. Zostało założone z inicjatywy grupy prawników w celu promocji dorobku naukowego oraz zawodowego Hołdy. Walne Zebranie Członków Stowarzyszenia 8 kwietnia 2024 r. dokonało zmian w statucie, zmieniając m.in. nazwę Stowarzyszenia na Stowarzyszenie Ochrony Praworządności (StoPraw). Zmiana ta została zarejestrowana w Rejestrze Stowrzyszeń z dniem 30 stycznia 2025 r.
Główne obszary działalności stowarzyszenia to:
- promowanie dorobku naukowego oraz zawodowego prof. Zbigniewa Hołdy
- działanie na rzecz poszanowania zasady praworządności oraz ochrony praw człowieka
- działanie na rzecz promocji racjonalnej polityki penitencjarnej i karnej, w tym działań resocjalizacyjnych
- promocja pracy na rzecz interesu publicznego (pro publico bono), ze szczególnym uwzględnieniem udzielania nieodpłatnej pomocy prawnej
- promocja pracy społecznej oraz postaw będących przykładem bezkompromisowości, odwagi obywatelskiej oraz otwartego myślenia o problemach społecznych i sposobach ich rozwiązania
- podnoszenie i pogłębianie kultury prawnej życia społecznego
- dążenie do integracji środowisk prawniczych na rzecz wspólnej debaty, kierującej się poczuciem interesu publicznego w działaniach reformatorskich dotyczących wymiaru sprawiedliwości

Stowarzyszenie liczy ponad 85 członków i członkiń. Na czele 9-osobowego Zarządu stoi Maria Ejchart-Dubois. Członkami honorowymi stowarzyszenia są: prof. Andrzej Jakubecki, prof. Ewa Łętowska, prof. Mirosław Wyrzykowski oraz sędzia Sądu Najwyższego Stanisław Zabłocki.

## Tydzień Konstytucyjny
Każdego roku, późną wiosną oraz na jesieni, stowarzyszenie organizowało Tydzień Konstytucyjny, w ramach którego prawnicy przeprowadzali w szkołach lekcje dotyczące znaczenia Konstytucji w życiu obywateli. Celem projektu było zwrócenie uwagi uczniów na praktyczny wymiar obowiązywania Konstytucji i działalności Trybunału Konstytucyjnego. Wydarzenie miało zasięg ogólnopolski:
- pierwsza edycja odbyła się 28 maja – 4 czerwca 2016, wzięło udział 270 prawników i 215 szkół (ok. 12.800 uczniów).
- druga edycja odbyła się 17 – 23 października 2016, wzięło udział 380 prawników i 350 szkół (ok. 35.880 uczniów).
- trzecia edycja odbyła się 29 maja – 4 czerwca 2017, wzięło udział 463 prawników i 350 szkół (ok. 35.340 uczniów)
- czwarta edycja odbyła się 4 – 11 listopada 2017, wzięło udział 598 prawników oraz 391 szkół i innych instytucji, w tym biblioteki i uniwersytety trzeciego wieku (ok. 45.000 uczniów)

## Nagroda im. Prof. Zbigniewa Hołdy
Nagroda przyznawana była w latach 2012-2023 osobom lub instytucjom, które działały na rzecz realizacji celów stowarzyszenia, których aktywność zawodowa, naukowa czy społeczna odzwierciedlała te wartości, którymi żył i kierował się Zbigniew Hołda w swojej działalności naukowej, publicznej i społecznej. Nagroda przyznawana była raz w roku, a jej wręczenie odbywało się na gali w Lublinie. Nagrodę przyznawała Kapituła Nagrody, powołana przez Zarząd Stowarzyszenia, w skład w której wchodzili m.in. prof. Lech Garlicki, Danuta Przywara, Ewa Siedlecka, prof. Jan Widacki, prof. Irena Rzeplińska oraz prof. Andrzej Rzepliński (jako przewodniczący), a także dotychczasowi laureaci.
Dotychczas laureatami zostali:
- 2012 – Ewa Milewicz[9]
- 2013 – Halina Bortnowska[10]
- 2014 – Monika Sznajderman[11][12]
- 2015 – Zbigniew Lasocik[13]
- 2016 – Ludwika Wujec i Henryk Wujec[14]
- 2017 – Adam Strzembosz i Obywatele RP[15][16]
- 2018 – Adrian Glinka i Jakub Hartwich[17][18][19]
- 2019 – Stowarzyszenie Tęczowy Białystok[20][21][22]
- 2021 – Adam Bodnar i Grupa Granica[23]
- 2022 – Waldemar Żurek i Aborcyjny Dream Team[24].